# Scopula anastomosaria
Scopula anastomosaria là một loài bướm đêm trong họ Geometridae.